# Jeglówek (Koniecbór)
Jeglówek (dawn. Jeglewo) – część wsi Koniecbór w Polsce, położona w województwie podlaskim, w powiecie suwalskim, w gminie Raczki. Leży na północ od Koniecboru.
Dawniej samodzielna miejscowość. W latach 1919–1954 siedziba gminy Koniecbór. W latach 1954–1959 wieś należała do gromady Stoki, następnie należała do i była siedzibą władz gromady Jeglówek. 